# Arquitectura

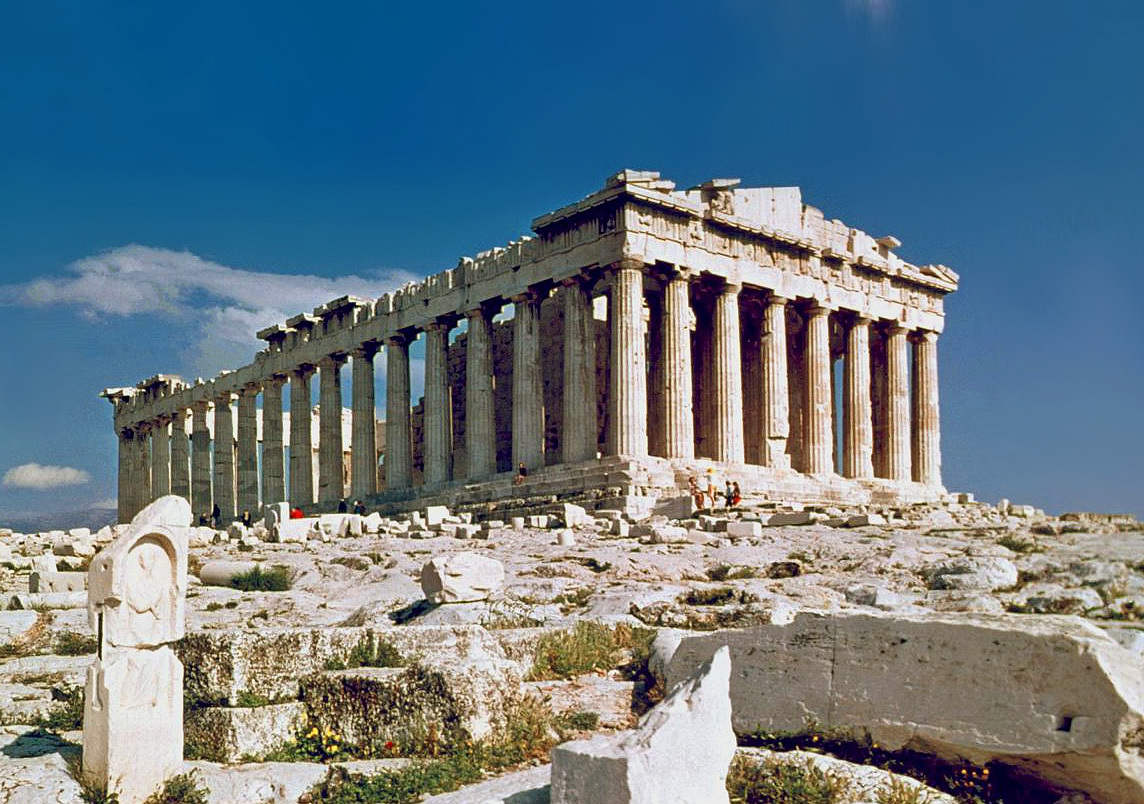
El Partenón de Atenas, ejemplo de arquitectura clásica.

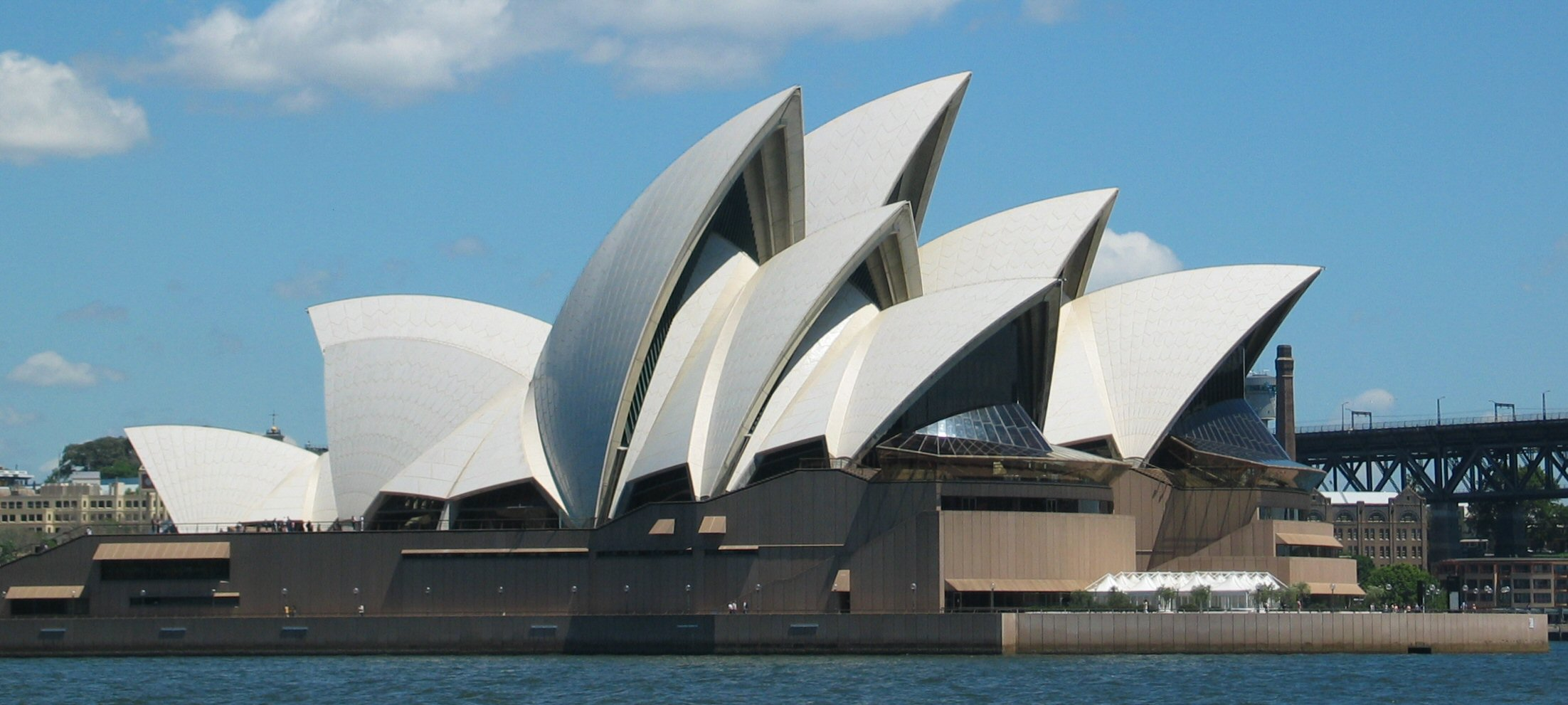
Ópera de Sídney, Australia, ejemplo de arquitectura moderna del.

La arquitectura (del latín architectūra y este del griego antiguo ἀρχιτέκτων, architéktōn, ‘constructor jefe’, compuesto de ἀρχός, archós, ‘jefe’, y τέκτων, téctōn, ‘constructor’) es el arte y la técnica de proyectar, diseñar y construir, modificando el hábitat humano y considerando criterios de estética, funcionalidad y uso del espacio arquitectónico, espacio urbano o paisajístico.

## Orígenes
La arquitectura surgió en la prehistoria, durante el Neolítico, cuando comunidades humanas adoptaron un modo de vida sedentario basado en la agricultura. Esto impulsó la creación de viviendas estables y recintos ceremoniales, que evolucionaron estéticamente a partir de elementos simbólicos propios de su contexto sociocultural. Entre las primeras manifestaciones se encuentran los dólmenes y crómlechs europeos, construidos con grandes bloques de piedra.
Con el aumento de la complejidad social, aparecieron los primeros núcleos urbanos amurallados, organizados en torno a espacios sagrados. En Mesopotamia y el Antiguo Egipto se desarrollaron avances como sistemas de irrigación, zigurats, templos y pirámides, que constituyen ejemplos destacados de la arquitectura de las primeras civilizaciones.

## Antigüedad
La arquitectura de las civilizaciones antiguas combinaba funciones religiosas, políticas y defensivas. En la cuenca mediterránea, griegos y romanos perfeccionaron las formas constructivas, sentando las bases de la arquitectura clásica. En este periodo se desarrollaron elementos como el arco, las columnas estilizadas, el uso de piedra caliza y mármol, acueductos y sistemas de saneamiento urbano, además de la introducción del concreto.
Ejemplos representativos de este legado son el Partenón de Atenas y el Coliseo romano. En Asia, la arquitectura india y china influyó ampliamente, mientras que el budismo adaptó elementos locales en templos y pagodas.

## Edad Media y Renacimiento
En la Edad Media europea surgieron estilos paneuropeos como el románico y el gótico, especialmente en catedrales y monasterios. Durante el Renacimiento, se retomaron las formas clásicas grecorromanas, y la figura del arquitecto adquirió mayor reconocimiento individual.

## Era moderna y contemporánea
A partir de la Revolución Industrial, las innovaciones en materiales y técnicas, como el acero y el vidrio, permitieron nuevas tipologías y alturas. La arquitectura moderna se consolidó tras la Primera Guerra Mundial como un movimiento de vanguardia que proponía un estilo adaptado al nuevo orden social y económico, con énfasis en la funcionalidad, la simplificación geométrica y el acceso a la vivienda para las clases media y trabajadora.
Hacia finales del siglo XX, parte de la comunidad arquitectónica expresó su rechazo al modernismo, al que consideraban ahistórico y carente de ornamentación, lo que dio lugar al desarrollo de la arquitectura posmoderna y, posteriormente, a corrientes de arquitectura contemporánea caracterizadas por la diversidad estilística y el uso intensivo de tecnología avanzada.

## Historia
La historia de la arquitectura es la rama de la historia del arte que estudia la evolución histórica de la arquitectura, sus principios, ideas y realizaciones. Esta disciplina, así como cualquier otra forma de conocimiento histórico, está sujeta a las limitaciones y fortalezas de la historia como ciencia: existen diversas perspectivas en relación con su estudio, la mayor parte de las cuales son occidentales. En la mayoría de los casos —aunque no siempre— los periodos estudiados corren paralelos a los de la historia del arte y existen momentos en que las ideas estéticas se superponen o se confunden.

### Arquitectura contemporánea

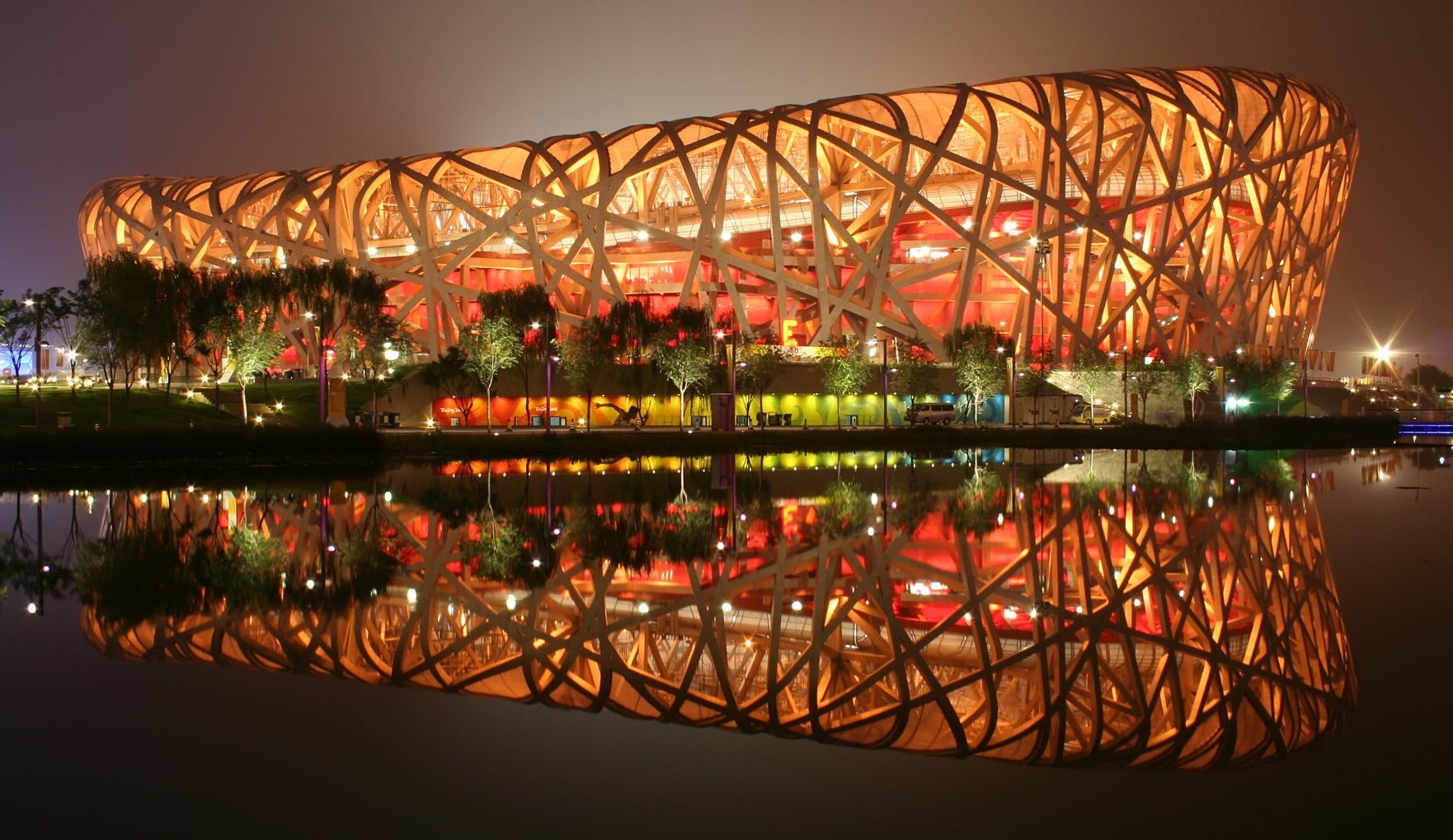
El Estadio Nacional de Pekín (Pekín, China), 2003-2007, por Herzog & de Meuron
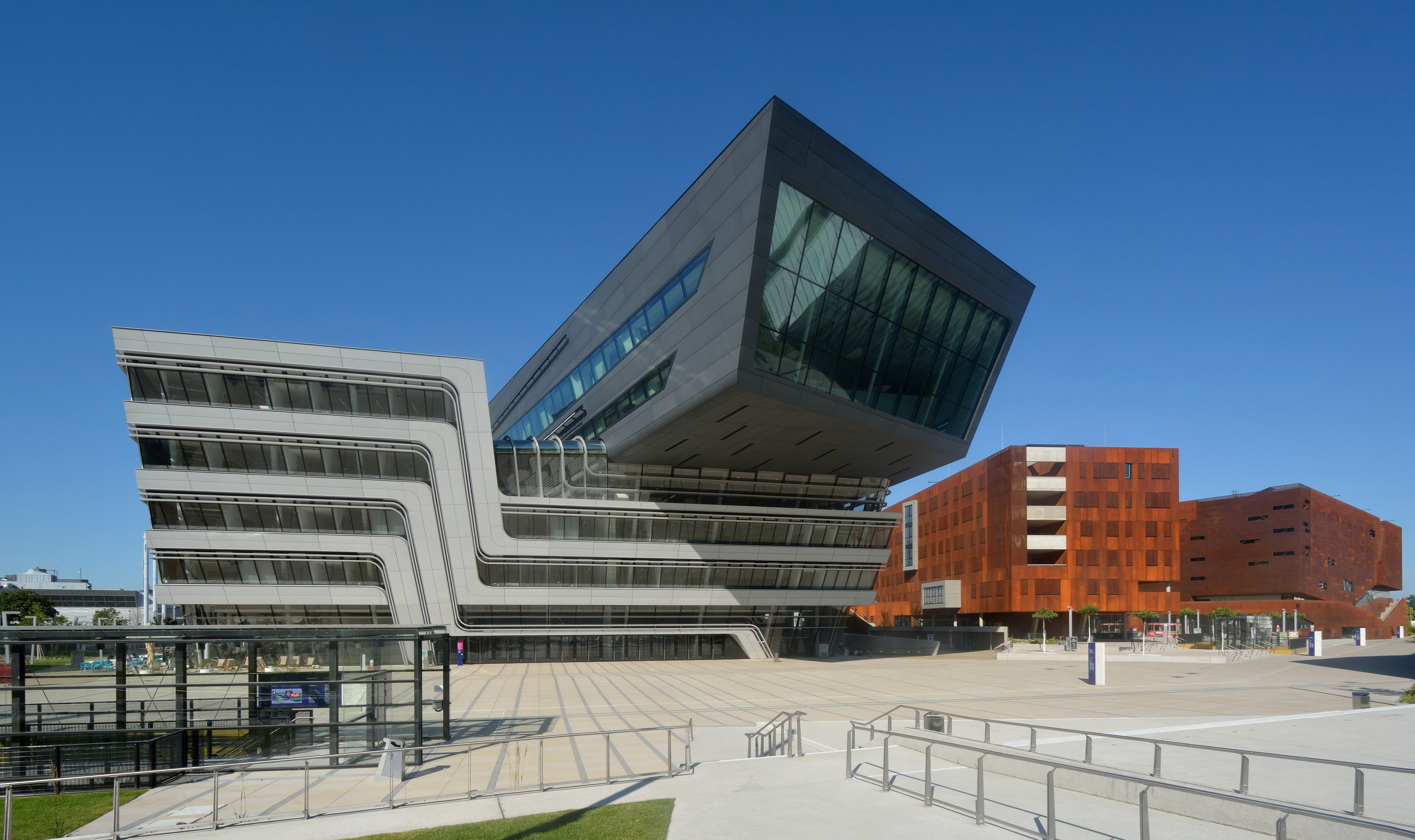
Biblioteca y Centro de Aprendizaje de la Universidad de Viena (Viena, Austria), 2008, por Zaha Hadid
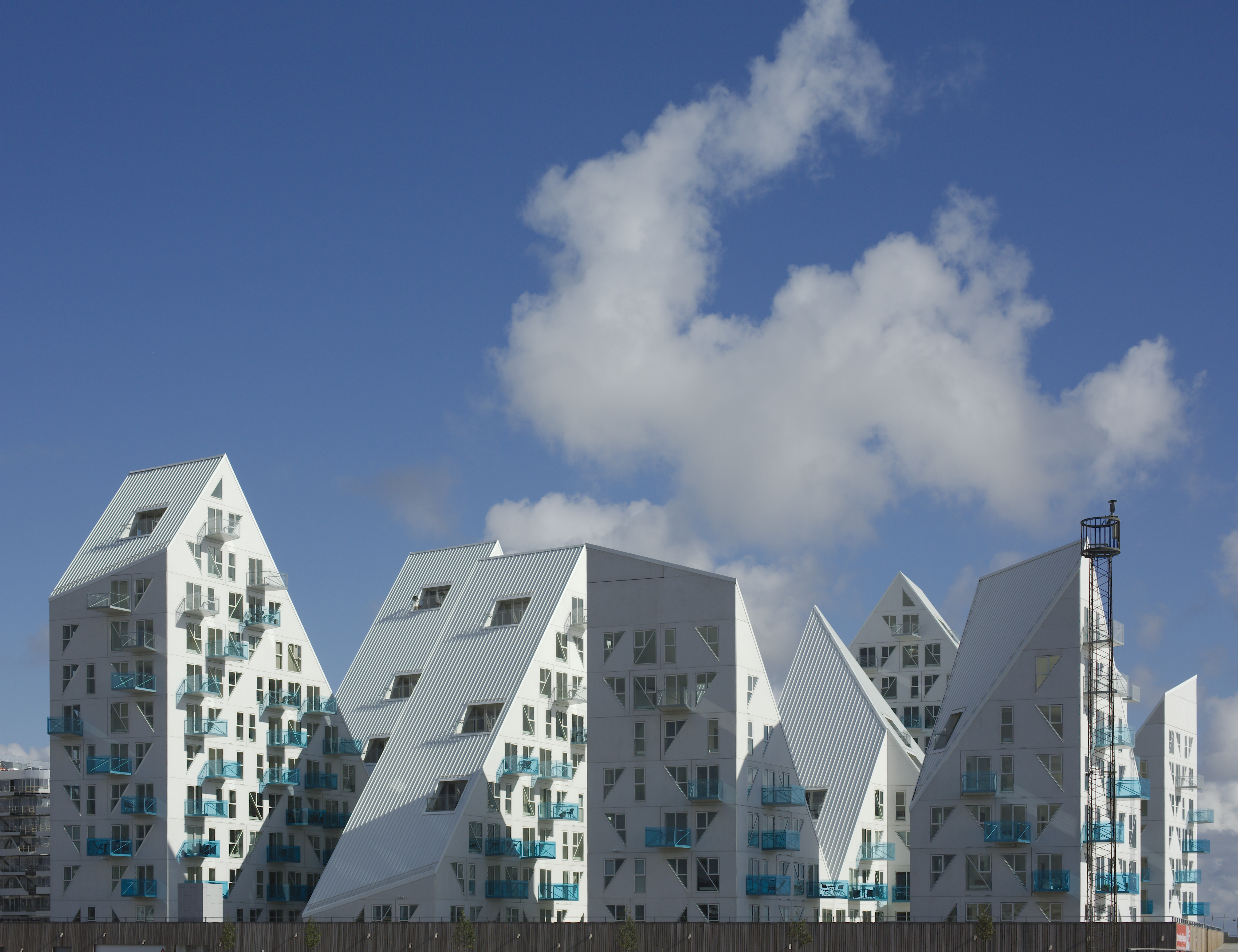
El proyecto de viviendas Isbjerget (Aarhus, Dinamarca), inspirado en la forma y el color de los icebergs, 2013, por CEBRA, JDS Architects, Louis Paillard, y SeARCH
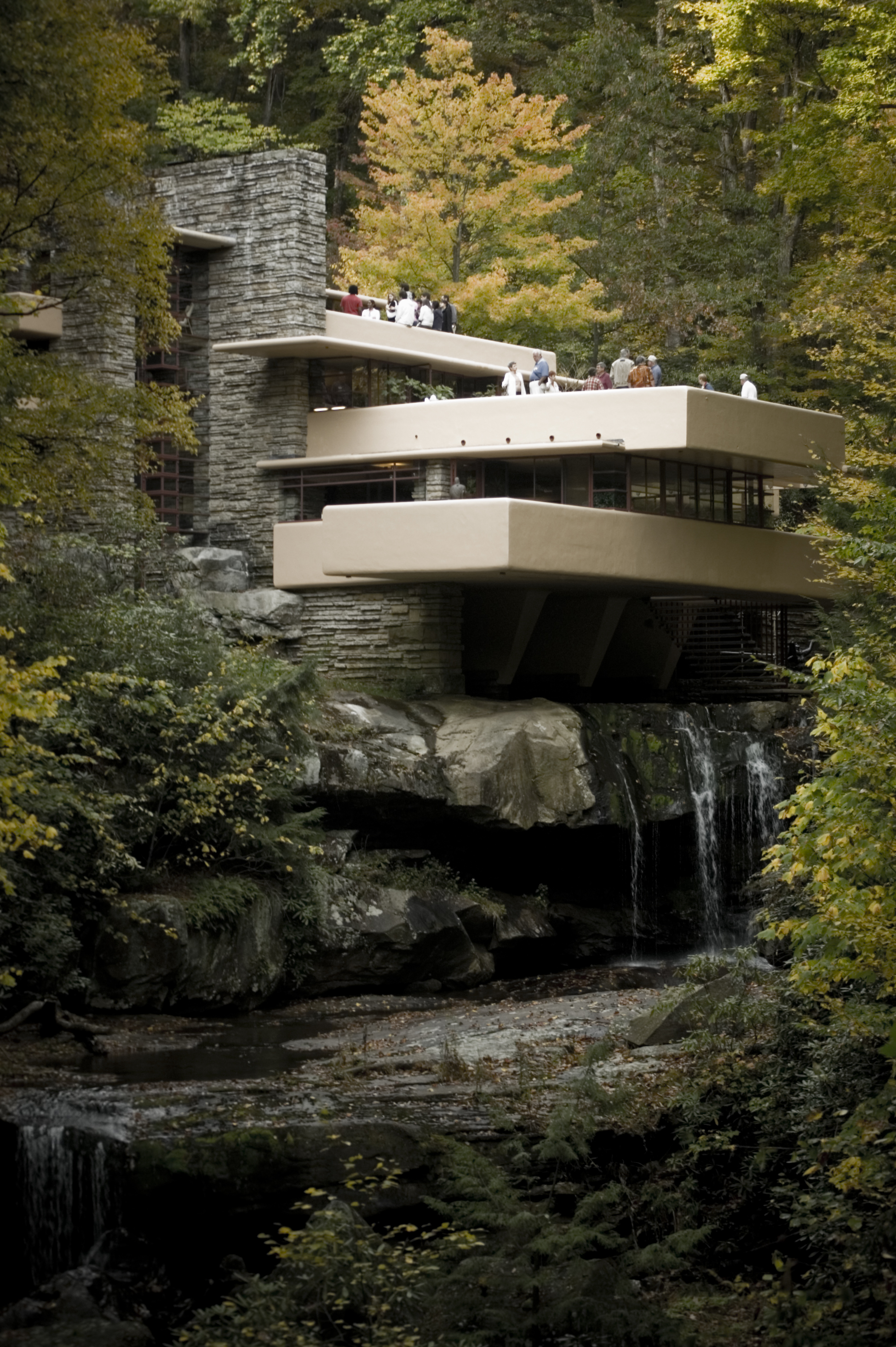
Casa de la cascada,  Frank Lloyd Wright, Pensilvania (Estados Unidos .

Desde la década de 1980, a medida que la complejidad de los edificios comenzó a aumentar (en términos de sistemas estructurales, servicios, energía y tecnologías), el campo de la arquitectura se volvió multidisciplinario con especializaciones para cada tipo de proyecto, experiencia tecnológica o métodos de entrega de proyectos. Además, ha habido una mayor separación entre el arquitecto de 'diseño' y el arquitecto de 'proyecto' que asegura que el proyecto cumple con los estándares requeridos y se ocupa de las cuestiones de responsabilidad. Los procesos preparatorios para el diseño de cualquier gran edificio se han vuelto cada vez más complicados y requieren estudios preliminares de cuestiones como durabilidad, sostenibilidad, calidad, dinero y cumplimiento de las leyes locales. Una estructura grande ya no puede ser el diseño de una persona, sino el trabajo de muchas. El modernismo y el posmodernismo han sido criticados por algunos miembros de la profesión arquitectónica que sienten que la arquitectura exitosa no es una búsqueda personal, filosófica o estética de los individualistas; más bien, tiene que considerar las necesidades diarias de las personas y utilizar la tecnología para crear entornos habitables, y el proceso de diseño se basa en estudios de ciencias sociales, ambientales y del comportamiento.
La sostenibilidad medioambiental se ha convertido en un tema principal, con un profundo efecto en la profesión arquitectónica. Muchos desarrolladores, aquellos que apoyan la financiación de edificios, se han educado para fomentar la facilitación de un diseño ambientalmente sostenible, en lugar de soluciones basadas principalmente en el costo inmediato. Los principales ejemplos de esto se pueden encontrar en el diseño de edificios solares pasivos, diseños de techos más ecológicos, materiales biodegradables y más atención al uso de energía de una estructura. Este gran cambio en la arquitectura también ha cambiado las escuelas de arquitectura para centrarse más en el medio ambiente. Ha habido una aceleración en el número de edificios que buscan cumplir con el diseño sostenible de edificios verdes.principios. Las prácticas sostenibles que estaban en el centro de la arquitectura vernácula proporcionan cada vez más inspiración para técnicas contemporáneas ambiental y socialmente sostenibles. El sistema de calificación LEED (Liderazgo en Energía y Diseño Ambiental) del Consejo de Edificios Verdes de Estados Unidos ha sido fundamental en esto.
Al mismo tiempo, los últimos movimientos del Nuevo urbanismo, la arquitectura metafórica, la arquitectura complementaria, neofuturismo y la nueva arquitectura clásica promueven un enfoque sostenible a la construcción que se aprecia y se desarrolla un crecimiento inteligente, tradición arquitectónica y de diseño clásico. Esto contrasta con la arquitectura modernista y globalmente uniforme, además de apoyarse en las urbanizaciones solitarias y la expansión suburbana. Los muros cortina de vidrio, que eran el sello distintivo de la vida urbana ultramoderna en muchos países, surgieron incluso en países en desarrollo como Nigeria, donde los estilos internacionales habían estado representados desde mediados del siglo XX, principalmente debido a las inclinaciones de arquitectos formados en el extranjero.

## Definiciones
Según el tópico popular, en el tratado más antiguo que se conserva sobre la materia, De Architectura, de Vitruvio, en el siglo I a. C., se dice que la arquitectura descansa en tres principios: la Belleza (Venustas), la Firmeza (Firmitas) y la Utilidad (Utilitas). La arquitectura se puede definir como un equilibrio entre estos tres elementos, sin sobrepasar ninguno a los otros. No tendría sentido tratar de entender un trabajo de la arquitectura sin aceptar estos tres aspectos.
Sin embargo, basta con leer el tratado para percatarse de que Vitruvio exigía estas características para algunos edificios públicos muy particulares. De hecho, cuando Vitruvio se atreve a intentar un análisis del arte sobre el que escribe, propone entender la arquitectura como compuesta de cuatro elementos: orden arquitectónico (relación de cada parte con su uso), disposición («las especies de disposición […] son el trazado en planta, en alzado y en perspectiva»), proporción («concordancia uniforme entre la obra entera y sus miembros») y distribución (en griego οἰκονομία, oikonomía, consiste «en el debido y mejor uso posible de los materiales y de los terrenos, y en procurar el menor coste de la obra conseguido de un modo racional y ponderado»). Sus dudas al respecto son bastante intensas, pues cuatro páginas más adelante divide la arquitectura en tres partes: construcción, gnómica y mecánica. Por interesante y sugerente que sea, no debe olvidarse que este tratado es el único tratado clásico que nos ha llegado, y la probabilidad de que sea lo mejor de su época es pequeña.
La historia de las diversas versiones del tratado de Vitruvio resume bien el conflicto a la hora de definir la arquitectura. En 1674 Claude Perrault, médico fisiólogo especializado en disección de cadáveres y buen dibujante, publica su traducción resumida del tratado de Vitruvio, que queda totalmente reorganizado. El resumen de Perrault es el medio por el que se conoció Vitruvio y que desde entonces influyó en los tratados y teorías de los siglos siguientes. En ese resumen en el que la tríada vitruviana va a ver la luz.
En general, los más reconocidos arquitectos del siglo XX, entre los que se puede mencionar a Mies van der Rohe, Le Corbusier, Frank Lloyd Wright, Louis Kahn, Alvar Aalto, Luis Barragán, Tadao Andō, Richard Meier, César Pelli o Pedro Ramírez Vázquez han dado a su oficio una definición distinta, enfocando su finalidad de manera diferente. William Morris, fundador del Arts and Crafts, dio la siguiente definición: 

La arquitectura abarca la consideración de todo el ambiente físico que rodea la vida humana: no podemos sustraernos a ella mientras formemos parte de la civilización, porque la arquitectura es el conjunto de modificaciones y alteraciones introducidas en la superficie terrestre con objeto de satisfacer las necesidades humanas, exceptuando sólo el puro desierto.
The Prospects of architecture in Civilization, conferencia pronunciada en la London Institution el 10 de marzo de 1881 y recopilada en el libro On Art and Socialism, Londres, 1947.

O, considerando la opinión del arquitecto historiador Bruno Zevi: 

La arquitectura no deriva de una suma de longitudes, anchuras y alturas de los elementos constructivos que envuelven el espacio, sino dimana propiamente del vacío, del espacio envuelto, del espacio interior, en el cual los hombres se mueren y viven.
Saber ver la arquitectura, Barcelona, 1948.

La diferencia sustancial entre la versión de Perrault y las anteriores radica, según José Luis González Moreno-Navarro, en que Perrault tergiversa «el carácter sintético de la arquitectura en una visión estrictamente analítica y fragmentada en tres ramas autónomas [lo que] es una consecuencia de su estructura mental […] formada a lo largo de una vida dedicada al análisis de los organismos vivos, que evidentemente en ningún momento recomponía y volvía a dar vida». Por el contrario, según Vitruvio:

La arquitectura es una ciencia que surge de muchas otras ciencias, y adornada con muy variado aprendizaje; por la ayuda de que un juicio se forma de esos trabajos que son el resultado de otras artes. La práctica y la teoría son sus padres. La práctica es la contemplación frecuente y continuada del modo de ejecutar algún trabajo dado, o de la operación mera de las manos, para la conversión de la materia de la mejor forma y de la manera más acabada. La teoría es el resultado del razonamiento que demuestra y explica que el material forjado ha sido convertido para resultar como el fin propuesto. Porque el arquitecto meramente práctico no es capaz de asignar las razones suficientes para las formas que él adopta; y el arquitecto de teoría falla también, agarrando la sombra en vez de la substancia. El que es teórico así como también práctico, por lo tanto construyó doblemente; capaz no sólo de probar la conveniencia de su diseño, sino igualmente de llevarlo en ejecución.

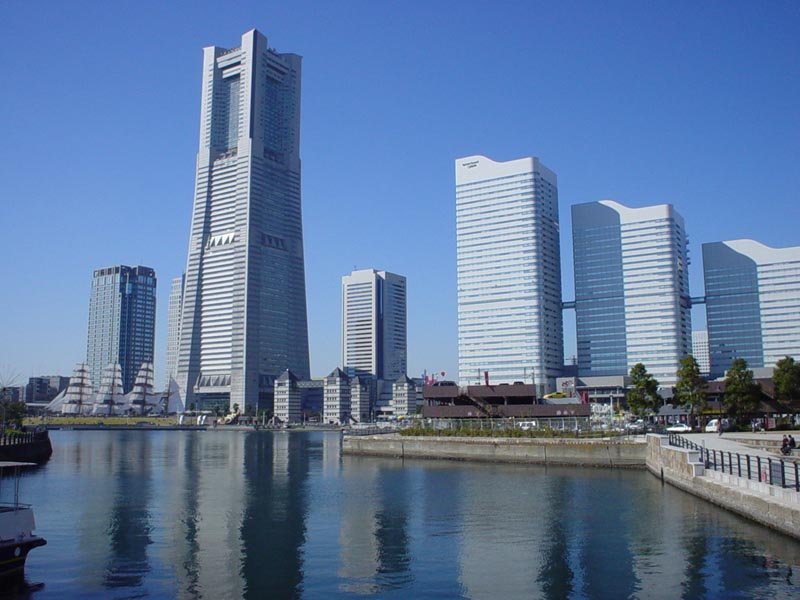
Rascacielos en Yokohama, Japón.

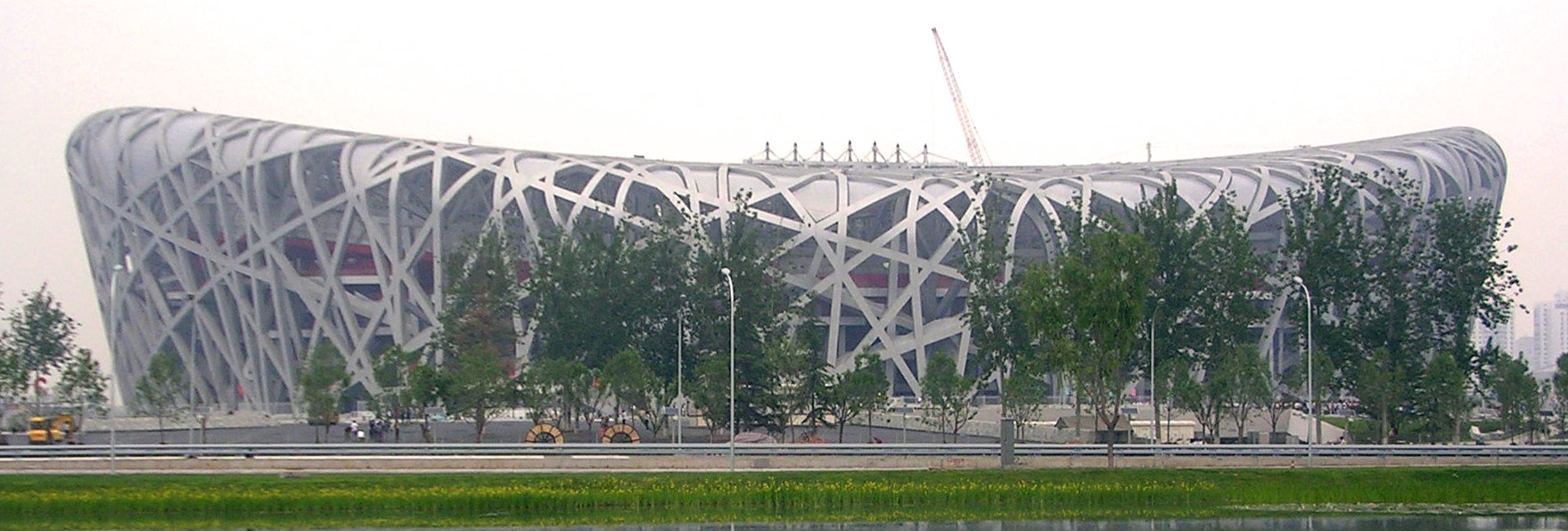
Estadio Nacional de Pekín "Nido de pájaro". China, 2008. Obra de los arquitectos suizos Jacques Herzog y Pierre de Meuron.

En el ámbito académico el proceso producción arquitectónica, o de proyecto, involucra la sensibilidad como medio de recorte de las diferentes disciplinas asociadas, y aun cuando en épocas pasadas se escribieran extensos tratados, hoy en día lo legal y lo técnico dictan las normas, pero no los modos. Es entonces la arquitectura —desde lo contemporáneo y apoyada en los nuevos recursos tecnológicos— un ejercicio en el que efectivamente se envuelven orden, síntesis, semiología, materia, pero aún más importante que aquello, es un trabajo creativo, innovativo, inédito, siempre que se excluya la arquitectura producida desde la industria inmobiliaria.

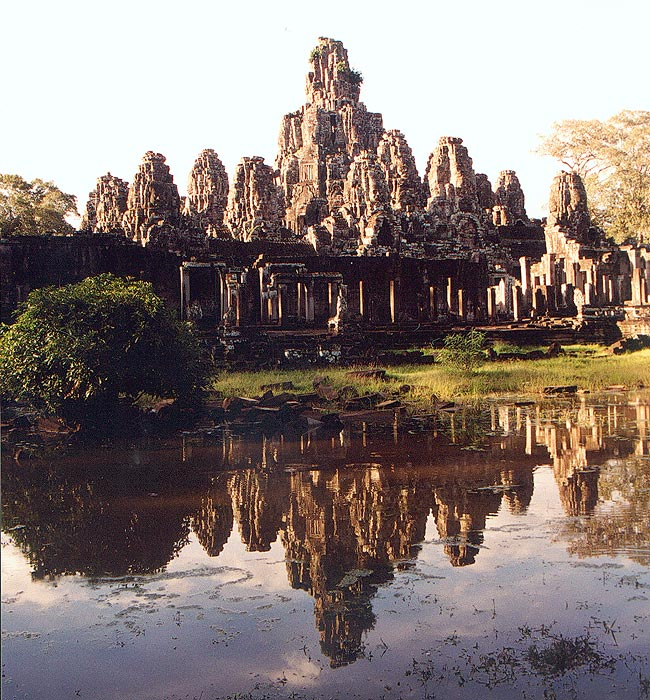
Angkor, Camboya.

La importancia de la arquitectura en el siglo XX ha sido enorme, pues su ejercicio fue responsable de no menos de la tercera parte de los materiales acarreados por la humanidad en ese lapso.
Durante este periodo, no solamente se ha producido un gran aumento de población, con sus correspondientes necesidades edificatorias (especialmente de viviendas), sino también importantes movimientos de poblaciones, desde las zonas rurales a las urbanas y, terminada la Guerra Fría, desde los países pobres a los países ricos. Los movimientos migratorios han supuesto, no solo un aumento de la demanda de nuevos edificios en las zonas urbanas, sino también el abandono del patrimonio construido que, en muchos casos, se ha perdido definitivamente.
Este constante cambio en las necesidades y usos asociados a la edificación permite explicar otra de las características de la Arquitectura moderna. Este constante replanteo de conceptos se han desarrollado distintos y numerosos estilos arquitectónicos con el afán de dar una respuesta a esta interrogante; en el siglo XIX, se produce el abandono de la ortodoxia neoclásica en favor de un eclecticismo estilístico de carácter historicista, dando lugar al neogótico, neorrománico, neomudéjar… Solamente con la llegada del siglo XX surgen estilos realmente originales, como el Arts and Crafts, el Art Nouveau, el Modernismo, el Bauhaus, el Estilo Internacional, el Post-Modernismo, etc.

## Teoría de la arquitectura
La teoría de la arquitectura o arquitectónica es el acto de pensar, discutir, y escribir sobre arquitectura. La teoría arquitectónica se enseña en la mayoría de escuelas de arquitectura y la ponen en práctica los principales arquitectos del mundo. Algunas de las formas que adopta la teoría de la arquitectura son la conferencia, el diálogo, el tratado o libro, y el proyecto en papel o la participación en concursos. La teoría arquitectónica es a menudo didáctica, y los teóricos tienden a mantenerse cerca o a trabajar dentro de escuelas. 
La filosofía de la arquitectura es una rama de la filosofía del arte, que se ocupa del valor estético de la arquitectura, su semántica y las relaciones con el desarrollo de la cultura. Muchos filósofos y teóricos, desde Platón hasta Michel Foucault, Gilles Deleuze, Robert Venturi y Ludwig Wittgenstein se han preocupado por la naturaleza de la arquitectura y si la arquitectura se distingue o no de la construcción.

### Tratados históricos
La obra escrita más antigua que se conserva sobre el tema de la arquitectura es De architectura del arquitecto romano Vitruvio a principios del siglo I d. C. Según Vitruvio, un buen edificio debe satisfacer los tres principios de firmitas, utilitas, venustas, comúnmente conocidos por la traducción original: firmeza, comodidad y deleite. Un equivalente en español sería:
- Durabilidad: un edificio debe mantenerse firme y permanecer en buenas condiciones.
- Utilidad: debe ser adecuado para los fines para los que se utiliza.
- Belleza: debe ser estéticamente agradable.

Según Vitruvio, el arquitecto debe esforzarse por cumplir cada uno de estos tres atributos de la mejor manera posible. Leon Battista Alberti, que elabora las ideas de Vitruvio en su tratado De re aedificatoria, vio la belleza principalmente como una cuestión de proporción, aunque también influyó el ornamento. Para Alberti, las reglas de la proporción eran las que regían la figura humana idealizada, la media áurea. El aspecto más importante de la belleza era, por tanto, una parte inherente de un objeto, más que algo aplicado superficialmente, y se basaba en verdades universales y reconocibles. La noción de estilo en las artes no se desarrolló hasta el siglo XVI, con los escritos de Giorgio Vasari. En el siglo XVIII, sus Vidas de los más excelentes pintores, escultores y arquitectos se habían traducido al italiano, francés, español e inglés.
En el siglo XVI, el arquitecto, pintor y teórico manierista italiano Sebastiano Serlio escribió Tutte L'Opere D'Architettura et Prospetiva (Obras completas sobre arquitectura y perspectiva). Este tratado ejerció una inmensa influencia en toda Europa, siendo el primer manual que enfatizó los aspectos prácticos más que los teóricos de la arquitectura, y fue el primero en catalogar los cinco órdenes.
A principios del siglo XIX, Augustus Welby Northmore Pugin escribió Contrastes (1836) que, como sugería el título, contrastaba el mundo industrial moderno, que él despreciaba, con una imagen idealizada del mundo neomedieval. La arquitectura gótica, creía Pugin, era la única «verdadera forma de arquitectura cristiana». El crítico de arte inglés del siglo XIX, John Ruskin, en su Seven Lamps of Architecture, publicado en 1849, era mucho más limitado en su visión de lo que constituía la arquitectura. La arquitectura era el «arte que dispone y adorna de tal manera los edificios levantados por los hombres… que la vista de ellos» contribuye «a su salud mental, poder y placer». Para Ruskin, la estética tenía una importancia primordial. Su trabajo continúa afirmando que un edificio no es verdaderamente una obra de arquitectura a menos que esté «adornado» de alguna manera. Para Ruskin, un edificio bien construido, bien proporcionado y funcional necesitaba al menos hileras de cuerdas o rustificación.
Sobre la diferencia entre los ideales de la arquitectura y la mera construcción, el reconocido arquitecto del siglo XX Le Corbusier escribió: Empleas piedra, madera y hormigón, y con estos materiales construyes casas y palacios: eso es construcción. El ingenio está en juego. Pero de repente me tocas el corazón, me haces bien. Estoy feliz y digo: Esto es hermoso. Eso es Arquitectura. El contemporáneo de Le Corbusier, Ludwig Mies van der Rohe, dijo: La arquitectura comienza cuando juntas cuidadosamente dos ladrillos. Allí comienza.

### Conceptos modernos

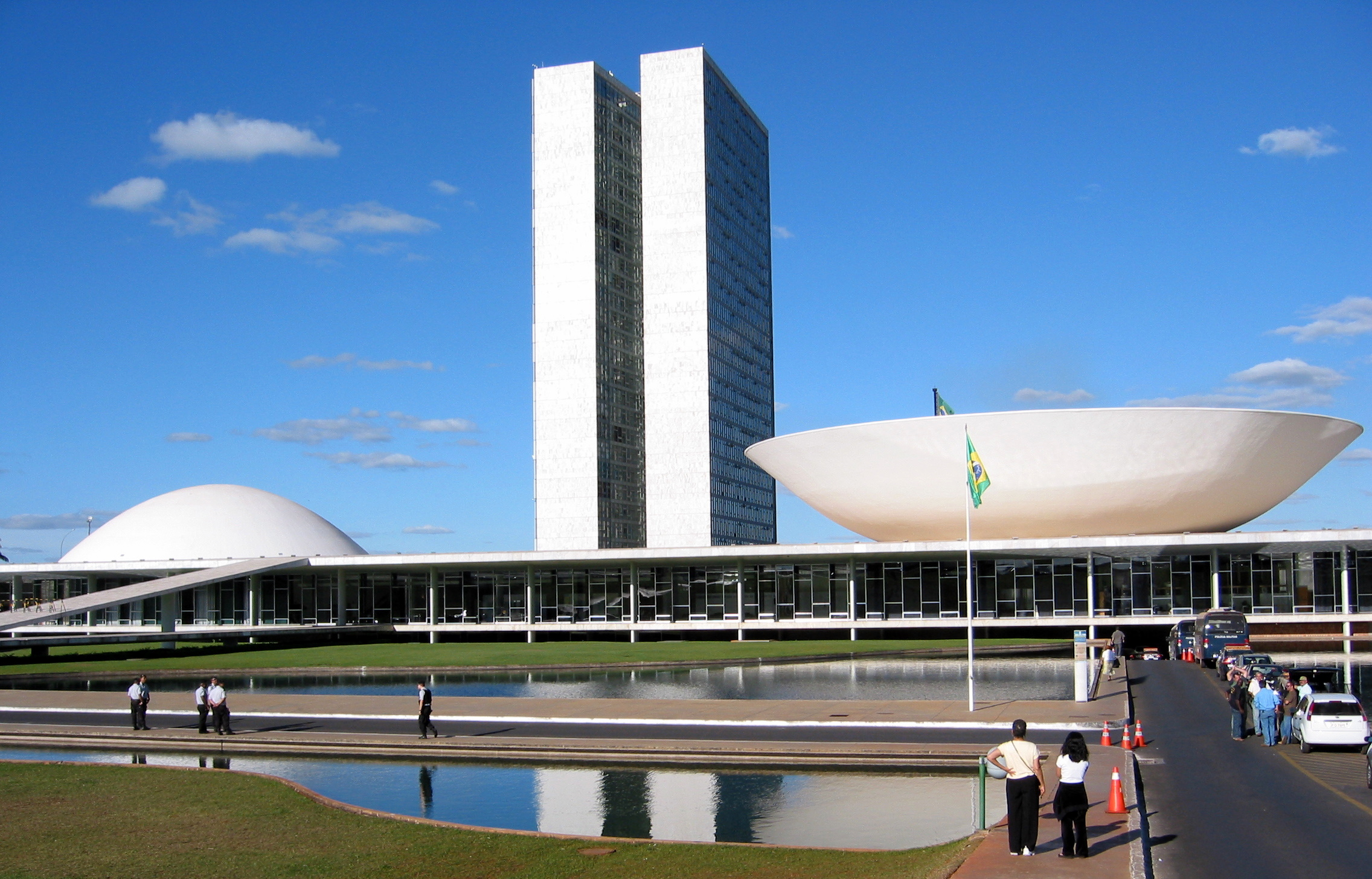
El Congreso Nacional de Brasil, diseñado por Oscar Niemeyer. Vista de un edificio del con dos torres idénticas muy próximas que se elevan desde un edificio de perfil bajo con un domo en un extremo, y un domo invertido como un cuenco en el otro.

El notable arquitecto de rascacielos del siglo XIX, Louis Sullivan, promovió un precepto primordial del diseño arquitectónico: «La forma sigue a la función». Si bien la noción de que las consideraciones estructurales y estéticas debían estar completamente sujetas a la funcionalidad fue recibida tanto con popularidad como con escepticismo, tuvo el efecto de introducir el concepto de «función» en lugar de la «utilidad» de Vitruvio. Se llegó a considerar que la «función» englobaba todos los criterios de uso, percepción y disfrute de un edificio, no solamente prácticos, sino también estéticos, psicológicos y culturales.
Nunzia Rondanini afirmó: A través de su dimensión estética, la arquitectura va más allá de los aspectos funcionales que tiene en común con otras ciencias humanas. A través de su propia forma particular de expresar valores, la arquitectura puede estimular e influir en la vida social sin presumir que, en y por sí misma, promoverá el desarrollo social… Restringir el significado del formalismo (arquitectónico) al arte por el arte no solo es reaccionario; también puede ser una búsqueda sin propósito de perfección u originalidad que degrada la forma en una mera instrumentalidad.
Entre las filosofías que han influido en arquitectos modernos y su enfoque para el diseño de edificios son Racionalismo, empirismo, estructuralismo, postestructuralismo, deconstrucción y la fenomenología.
A finales del siglo XX se añadió un nuevo concepto a los incluidos en la brújula tanto de estructura como de función, la consideración de la sostenibilidad y, por tanto, la arquitectura sostenible. Para satisfacer el espíritu contemporáneo, un edificio debe construirse de una manera que sea respetuosa con el medio ambiente en términos de la producción de sus materiales, su impacto en el entorno natural y construido de su área circundante y las demandas que hace a las fuentes de energía no sostenibles. para calefacción, refrigeración, gestión de agua y residuos e iluminación.

## Práctica profesional
El arquitecto debe ser el individuo que domine todos los conocimientos científicos y artísticos de su época.
— Leonardo da Vinci.

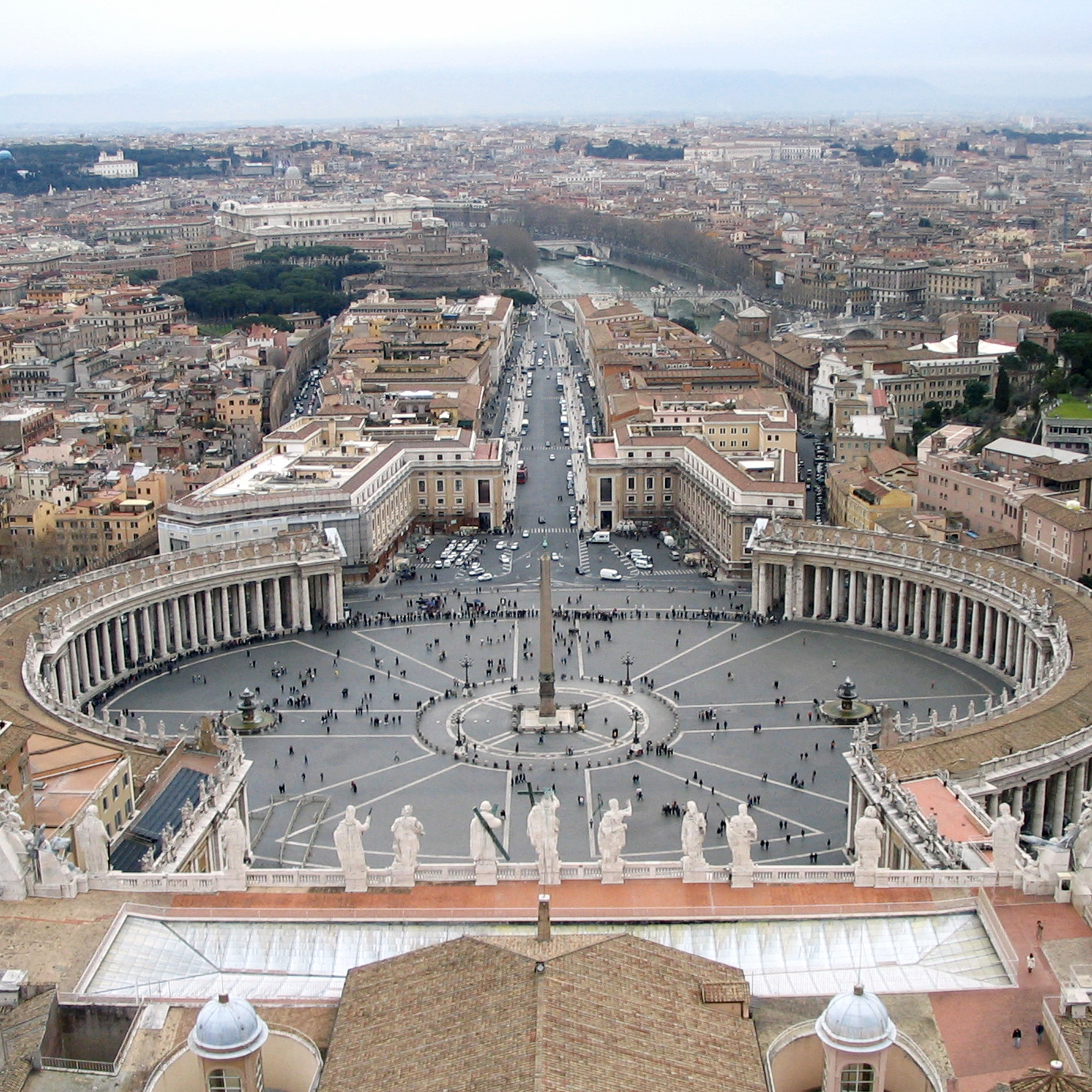
Plaza de San Pedro, en la Ciudad del Vaticano, vista desde la cúpula de la basílica. Gian Lorenzo Bernini, entre 1656 y 1667.

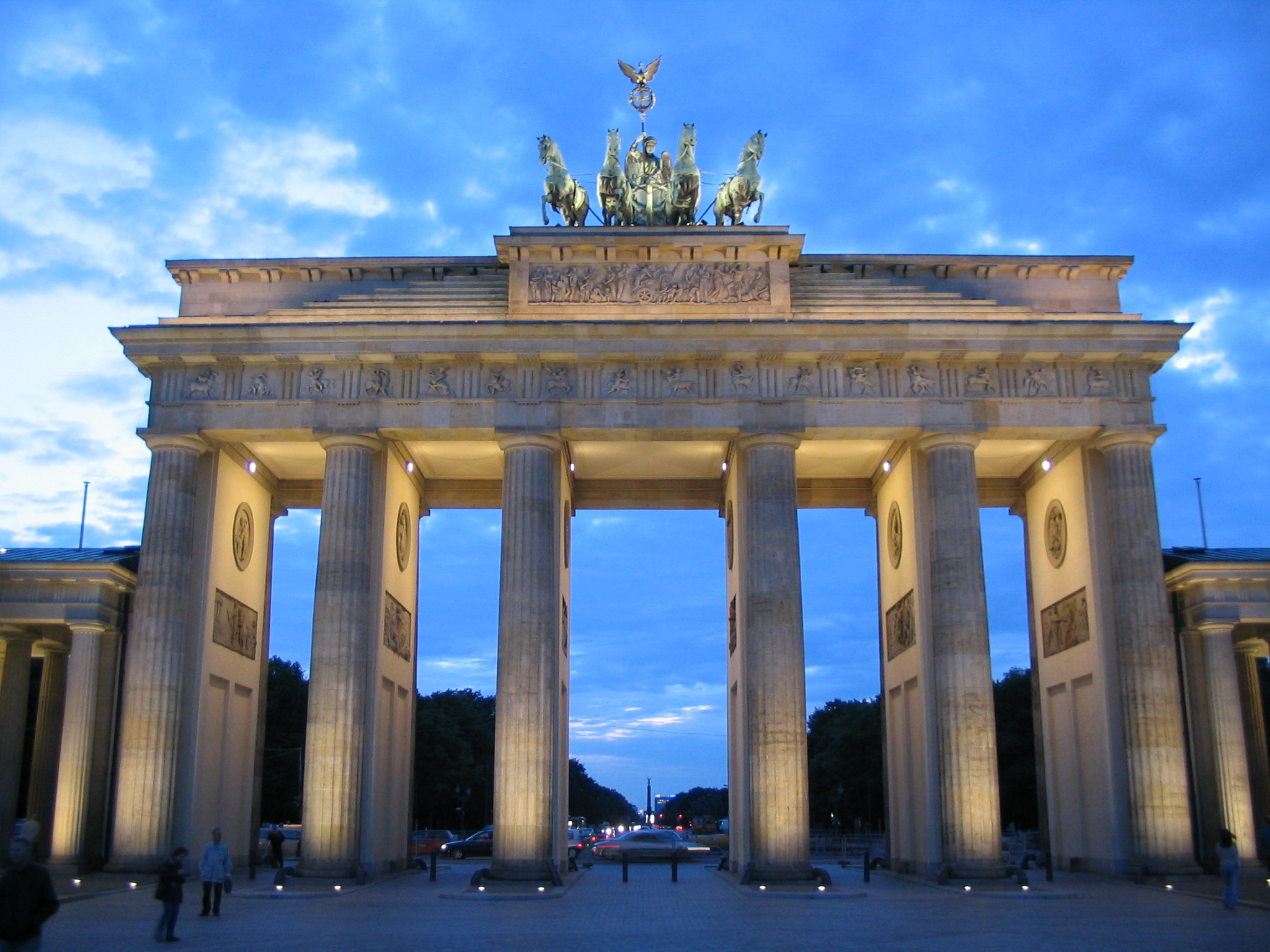
Puerta de Brandeburgo, muestra del Neoclasicismo.

Tradicionalmente, la arquitectura ha sido considerada una de las siete Bellas Artes. Determinados edificios u otras construcciones son obras de arte ya que pueden ser considerados primariamente en función de su forma o estructura sensible o de su estética.
Desde este punto de vista, aunque los medios de la arquitectura puedan consistir en muros, columnas, forjados, techos y demás elementos constructivos, su fin es crear espacios con sentido donde los seres humanos puedan desarrollar todo tipo de actividades. Es en este «tener sentido» en que puede distinguirse la arquitectura (como arte) de la mera construcción. Así es como esta es capaz de condicionar el comportamiento del hombre en el espacio, tanto física como emocionalmente.
Aunque en la actualidad suele considerarse que la principal actividad de la arquitectura va dirigida al diseño de espacios para el refugio y la habitación (las viviendas), solamente a partir del siglo XIX comenzaron los arquitectos a preocuparse por el problema del alojamiento, la habitabilidad y la higiene de las viviendas, y a ampliar su ámbito de actuación más allá de los monumentos y edificios representativos.[cita requerida]
La evolución a la especialización y la separación de ámbitos laborales es similar a la de otras profesiones. En los siglos pasados los arquitectos no solo se ocupaban de diseñar los edificios sino también de asuntos que hoy competen a otras profesiones diversas. Diseñaban plazas, alamedas y parques, especialización que hoy se conoce como exteriorismo o paisajismo.
La especialización de los arquitectos en la creación de objetos utilizados en las edificaciones, tales como los muebles, ha dado como resultado el nacimiento de la profesión de diseño industrial. Hoy, los profesionales que proyectan y planifican el desarrollo de los sistemas urbanos son los urbanistas. Esta última profesión tiene estudios separados en algunos países, mientras que en otros sus atribuciones son desarrolladas por arquitectos e ingenieros civiles, de forma conjunta o independiente.
Hoy en día, para el ejercicio de la profesión se precisa de un tipo de profesional capaz de trabajar en equipos interdisciplinares, dominar técnicamente y socialmente las tecnologías digitales y combinar distintas habilidades relacionadas con el diseño, la investigación y la gestión de proyectos. Para que la formación de este tipo de profesionales sea exitosa, las escuelas de arquitectura deben revisar sus modelos educativos y desarrollar métodos de enseñanza-aprendizaje que puedan ir más allá de los programas académicos establecidos.